# Segundo Frente
Segundo Frente est une municipalité de Cuba dans la province de Santiago de Cuba. Son chef-lieu est Mayarí Arriba.

## Géographie

### Situation
La municipalité de Segundo Frente est dans le sud-est de l'île de Cuba et le nord-est de la province de Santiago de Cuba. Son chef-lieu Mayarí Arriba se trouve à 903 km sud-est de La Havane et 62 km nord-est de sa capitale de province Santiago de Cuba.

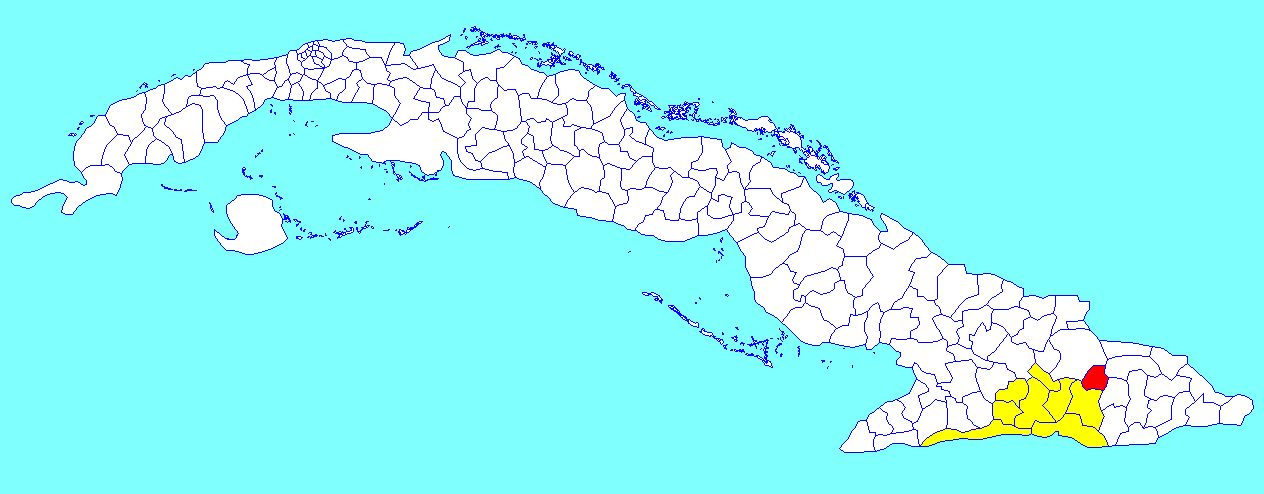
Municipalité de Segundo Frente dans la province de Santiago de Cuba

### Divisions administratives
La municipalité comprend 9 consejos populares :
- Boca de Mícara
- Concepción
- El Rosario
- Loma Blanca
- Mayarí Arriba
- Sabanilla
- San Benito
- Soledad de Mayarí
- Tumba Siete

## Population
En 2022, la population était estimée à 40 196 habitants ; pour une surface de 536 km2, la densité de population est de 75 habitants/km².